# Teorema fondamentale della selezione naturale
Il teorema fondamentale della selezione naturale è un teorema proposto nel 1930 da Ronald Fisher che afferma che in presenza di selezione naturale la fitness media di una popolazione tende ad aumentare.

## Storia
Fisher nel 1930 ipotizzò che le elaborate esibizioni maschili, che potevano consistere, ad esempio,  in complesse parate di corteggiamento oppure semplicemente in livree molto vistose (apparentemente non convenienti perché troppo vistose o ingombranti) potessero essere promosse nella selezione sessuale perché tali caratteristiche rendono i maschi più attraenti per le femmine.
Il carattere maschile attraente per le femmine potrebbe, all'origine, avere caratteristiche effettivamente convenienti per la sopravvivenza, ma al diffondersi della preferenza femminile per quel carattere, potrebbe aumentare nella sua manifestazione tanto da ridurre la sopravvivenza dei maschi che lo presentano. Inizialmente però esso acquisisce un doppio vantaggio: quello originale sommato a quello di trovare più facilmente una compagna. La selezione che favorisce il secondo vantaggio si arresterà quando la riduzione di sopravvivenza controbilancerà l'attrattiva sessuale.
Esempio: In una certa specie di uccelli i maschi che presentano la coda lunga sono preferiti dalle femmine. Il carattere "coda lunga" può darsi che inizialmente avesse il vantaggio di favorire il volo ma in un secondo tempo questa motivazione potrebbe diventare, nelle seguenti generazioni, solo "piace di più alle femmine" dunque la tendenza sarebbe quella di allungare sempre di più. L'allungamento della coda porta il vantaggio di essere scelto dalle femmine ma porta anche lo 
svantaggio di essere più impedito nei movimenti oppure più visibile ai predatori. Dunque l'allungamento della coda si fermerà quando la riduzione di sopravvivenza controbilancerà l'attrattiva sessuale.
Fisher dunque suppone due geni covarianti: il primo nei maschi, esso esprime il carattere che essi manifestano, e il secondo nelle femmine, esso si esplica nella preferenza delle femmine stesse per il carattere sopra considerato dei maschi. In una popolazione all'aumentare degli accoppiamenti fra individui con queste caratteristiche genetiche porterà a un aumento della frequenza di entrambi i geni e a una loro affermazione all'interno della popolazione stessa.
Lo studio di Anne Houde sui pesci Poecilia reticulata dimostra una correlazione genetica fra esibizioni maschili e preferenze femminili come aveva ipotizzato Fisher.